# Llista de topònims d'Arenys de Mar
Llista de topònims (noms propis de lloc) del municipi d'Arenys de Mar, al Maresme
Informació actualitzada per un bot. Els canvis manuals es perdran quan s'actualitzi!

## barraca de vinya
| imatge | Nom                                  | Ubicat a      | instància de     | Detalls | coordenades                                                                                    | Protecció | Commons (més fotos) | Dades a WD                    |
| ------ | ------------------------------------ | ------------- | ---------------- | ------- | ---------------------------------------------------------------------------------------------- | --------- | ------------------- | ----------------------------- |
|        | barraca de Can Xacó                  | Arenys de Mar | barraca de vinya |         | 41° 34′ 52″ N, 2° 32′ 15″ E / 41.5812334°N,2.537481°E ca:Rial de Valldegata, s/n               |           |                     | Modifica les dades a Wikidata |
|        | barraca de vinya del rial del Draper | Arenys de Mar | barraca de vinya |         | 41° 34′ 38″ N, 2° 32′ 35″ E / 41.5772226°N,2.5430037°E ca:Polígon Industrial Valldegata-Draper |           |                     | Modifica les dades a Wikidata |

## búnquer
| imatge | Nom                                  | Ubicat a      | instància de    | Detalls | coordenades                                                                    | Protecció | Commons (més fotos) | Dades a WD                    |
| ------ | ------------------------------------ | ------------- | --------------- | ------- | ------------------------------------------------------------------------------ | --------- | ------------------- | ----------------------------- |
|        | búnquer de la Torre dels Encantats 1 | Arenys de Mar | búnquer edifici | 1937    | 41° 34′ 17″ N, 2° 31′ 50″ E / 41.5713675°N,2.5304483°E ca:Torre dels Encantats |           |                     | Modifica les dades a Wikidata |
|        | búnquer de la Torre dels Encantats 2 | Arenys de Mar | búnquer edifici | 1937    | 41° 34′ 16″ N, 2° 31′ 49″ E / 41.571217°N,2.5301921°E ca:Torre dels Encantats  |           |                     | Modifica les dades a Wikidata |
|        | búnquer de la Torre dels Encantats 4 | Arenys de Mar | búnquer edifici | 1937    | 41° 34′ 15″ N, 2° 31′ 48″ E / 41.570934°N,2.5300393°E ca:Torre dels Encantats  |           |                     | Modifica les dades a Wikidata |

## carrer
| imatge | Nom                                | Ubicat a      | instància de | Detalls                                  | coordenades                                                                                  | Protecció                                  | Commons (més fotos)                     | Dades a WD                    |
| ------ | ---------------------------------- | ------------- | ------------ | ---------------------------------------- | -------------------------------------------------------------------------------------------- | ------------------------------------------ | --------------------------------------- | ----------------------------- |
|        | Rial de sa Clavella                | Arenys de Mar | carrer       | Estil: arquitectura eclèctica            | 41° 34′ 49″ N, 2° 32′ 58″ E / 41.580216°N,2.549402°E                                         | bé integrant del patrimoni cultural català | Rial de sa Clavella                     | Modifica les dades a Wikidata |
|        | Riera del Pare Fita                | Arenys de Mar | carrer       |                                          | 41° 34′ 56″ N, 2° 32′ 54″ E / 41.58216°N,2.54844°E                                           |                                            | Riera del Pare Fita                     | Modifica les dades a Wikidata |
|        | carrer d'Andreu Guri               | Arenys de Mar | carrer       |                                          | 41° 34′ 46″ N, 2° 33′ 00″ E / 41.57946°N,2.55001°E                                           |                                            | Carrer d'Andreu Guri                    | Modifica les dades a Wikidata |
|        | carrer d'Avall                     | Arenys de Mar | carrer       |                                          | 41° 34′ 43″ N, 2° 32′ 56″ E / 41.57862°N,2.54887°E                                           |                                            | Carrer d'Avall (Arenys de Mar)          | Modifica les dades a Wikidata |
|        | carrer de Sant Rafael              | Arenys de Mar | carrer       | Estil: arquitectura popular              | 41° 34′ 50″ N, 2° 32′ 50″ E / 41.58051°N,2.54715°E                                           | bé integrant del patrimoni cultural català | Carrer de Sant Rafael (Arenys de Mar)   | Modifica les dades a Wikidata |
|        | carrer de Sant Rafael, núm. 6 a 24 | Arenys de Mar | carrer       | 19th century                             | 41° 34′ 50″ N, 2° 32′ 50″ E / 41.5804509°N,2.5472684°E ca:Carrer de Sant Rafael, núm. 6 a 24 |                                            |                                         | Modifica les dades a Wikidata |
|        | carrer de Santa Rita               | Arenys de Mar | carrer       | Estil: arquitectura popular 20th century | 41° 34′ 52″ N, 2° 33′ 11″ E / 41.581163°N,2.552991°E                                         | bé integrant del patrimoni cultural català | Carrer de Santa Rita (Arenys de Mar)    | Modifica les dades a Wikidata |
|        | carrer de la Perera                | Arenys de Mar | carrer       |                                          | 41° 34′ 48″ N, 2° 33′ 08″ E / 41.580094°N,2.552127°E                                         | bé integrant del patrimoni cultural català | Carrer del Bisbe Català (Arenys de Mar) | Modifica les dades a Wikidata |
|        | carrer de la Torre                 | Arenys de Mar | carrer       | Estil: arquitectura popular              | 41° 34′ 54″ N, 2° 32′ 50″ E / 41.5816°N,2.54723°E                                            | bé integrant del patrimoni cultural català | Carrer de la Torre (Arenys de Mar)      | Modifica les dades a Wikidata |
|        | carrer de la Torre, núm. 39 a 63   | Arenys de Mar | carrer       | 18th century                             | 41° 34′ 54″ N, 2° 32′ 50″ E / 41.5816186°N,2.5471759°E ca:carrer de la Torre, 39 a 63        |                                            |                                         | Modifica les dades a Wikidata |

## casa
| imatge | Nom                                                       | Ubicat a      | instància de             | Detalls                                                                                  | coordenades | Protecció                                  | Commons (més fotos)                          | Dades a WD                    |
| ------ | --------------------------------------------------------- | ------------- | ------------------------ | ---------------------------------------------------------------------------------------- | --- | ------------------------------------------ | -------------------------------------------- | ----------------------------- |
|        | Ca l'Altés                                                | Arenys de Mar | casa                     | Estil: arquitectura popular                                                              | 41° 34′ 52″ N, 2° 32′ 51″ E / 41.5812°N,2.54755°E                                                                                                | bé integrant del patrimoni cultural català | Ca l'Altés                                   | Modifica les dades a Wikidata |
|        | Can Busquets                                              | Arenys de Mar | casa                     | Estil: arquitectura eclèctica 19th century                                               | 41° 34′ 49″ N, 2° 33′ 12″ E / 41.58017°N,2.55333°E ca:Carrer de Sant Antoni, 10                                                                  | bé integrant del patrimoni cultural català | Can Busquets (Arenys de Mar)                 | Modifica les dades a Wikidata |
|        | Can Casas                                                 | Arenys de Mar | casa                     | 18th century                                                                             | 41° 34′ 44″ N, 2° 33′ 00″ E / 41.57881°N,2.54993°E ca:Carrer d'Avall, núm. 16                                                                    |                                            |                                              | Modifica les dades a Wikidata |
|        | Can Còrdova                                               | Arenys de Mar | casa                     | Estil: arquitectura eclèctica arquitectura modernista                                    | 41° 34′ 43″ N, 2° 33′ 05″ E / 41.578645°N,2.551293°E ca:Riera del Bisbe Pol, 1 5 msnm                                                            | bé integrant del patrimoni cultural català | Can Còrdova                                  | Modifica les dades a Wikidata |
|        | Can Durall                                                | Arenys de Mar | casa                     | Estil: arquitectura eclèctica 18th century                                               | 41° 34′ 50″ N, 2° 33′ 12″ E / 41.580511°N,2.553259°E ca:Carrer Bisbe Català, 49                                                                  | bé integrant del patrimoni cultural català | Can Durall                                   | Modifica les dades a Wikidata |
|        | Can Ferran                                                | Arenys de Mar | casa                     | Arquitecte: Miquel Madorell i Rius Estil: modernisme català arquitectura modernista 1904 | 41° 34′ 46″ N, 2° 33′ 09″ E / 41.5795°N,2.55255°E ca:Anselm Clavé, 24                                                                            | bé integrant del patrimoni cultural català | Can Ferran (Arenys de Mar)                   | Modifica les dades a Wikidata |
|        | Can Goula                                                 | Arenys de Mar | casa                     | Estil: arquitectura eclèctica                                                            | 41° 34′ 50″ N, 2° 33′ 12″ E / 41.580419°N,2.553337°E ca:Carrer de Sant Antoni, 1                                                                 | bé integrant del patrimoni cultural català | Can Goula                                    | Modifica les dades a Wikidata |
|        | Can Joan Maresma                                          | Arenys de Mar | casa                     | Estil: modernisme català arquitectura modernista                                         | 41° 35′ 03″ N, 2° 32′ 51″ E / 41.584086°N,2.547533°E                                                                                             | bé integrant del patrimoni cultural català | Casa Joan Maresma                            | Modifica les dades a Wikidata |
|        | Can Juncosa                                               | Arenys de Mar | casa                     | Estil: arquitectura eclèctica 19th century                                               | 41° 34′ 49″ N, 2° 32′ 57″ E / 41.5802°N,2.54906°E ca:Bonaire, 2 i Rial de sa Clavella                                                            | bé integrant del patrimoni cultural català | Can Juncosa (Arenys de Mar)                  | Modifica les dades a Wikidata |
|        | Can Montal de l'esquerra                                  | Arenys de Mar | casa                     | Arquitecte: Bernardí Martorell i Puig Estil: arquitectura popular 1921                   | 41° 34′ 55″ N, 2° 32′ 58″ E / 41.58207°N,2.54943°E ca:Riera del Bisbe Pol, 122                                                                   | bé integrant del patrimoni cultural català | Can Montal a l'esquerra de la Riera          | Modifica les dades a Wikidata |
|        | Can Montal de la dreta                                    | Arenys de Mar | casa                     | Estil: noucentisme                                                                       | 41° 34′ 55″ N, 2° 32′ 55″ E / 41.58187°N,2.5487°E ca:Riera del pare Fita, 1                                                                      | bé integrant del patrimoni cultural català | Can Montal a la dreta de la Riera            | Modifica les dades a Wikidata |
|        | Can Ramis-Milans                                          | Arenys de Mar | casa                     | Estil: arquitectura popular 1722                                                         | 41° 34′ 45″ N, 2° 33′ 04″ E / 41.5791°N,2.55109°E ca:Riera del Bisbe Pol, 5                                                                      | bé integrant del patrimoni cultural català | Can Ramis-Milans                             | Modifica les dades a Wikidata |
|        | Can Robert                                                | Arenys de Mar | casa                     | Estil: arquitectura eclèctica 1860                                                       | 41° 34′ 44″ N, 2° 33′ 04″ E / 41.5788°N,2.55108°E ca:Carrer d'Avall, 5                                                                           | bé integrant del patrimoni cultural català | Can Robert (Arenys de Mar)                   | Modifica les dades a Wikidata |
|        | Can Solà                                                  | Arenys de Mar | casa                     | Estil: arquitectura eclèctica 19th century                                               | 41° 34′ 46″ N, 2° 32′ 58″ E / 41.57941°N,2.549306°E ca:Carrer d'Andreu Gurí, núm. 38, abans Carrer d'Amunt                                       | bé integrant del patrimoni cultural català | Can Solà (Arenys de Mar)                     | Modifica les dades a Wikidata |
|        | Can Torrent de la Mina                                    | Arenys de Mar | casa                     | 20th century                                                                             | 41° 34′ 54″ N, 2° 32′ 51″ E / 41.58176°N,2.54741°E ca:Carrer de Sant Ramon, núm. 15                                                              |                                            |                                              | Modifica les dades a Wikidata |
|        | Can Xicu de l'Òpera                                       | Arenys de Mar | casa                     | Estil: modernisme català arquitectura modernista                                         | 41° 34′ 51″ N, 2° 32′ 55″ E / 41.580704°N,2.548576°E ca:Torre, 2                                                                                 | bé integrant del patrimoni cultural català | Can Xicu de l'Òpera                          | Modifica les dades a Wikidata |
|        | Carrer d'Avall 38-40                                      | Arenys de Mar | casa                     | Estil: arquitectura popular                                                              | 41° 34′ 43″ N, 2° 32′ 56″ E / 41.57862°N,2.54887°E                                                                                               | bé integrant del patrimoni cultural català | Carrer d'Avall 38-40                         | Modifica les dades a Wikidata |
|        | Carrer d'Avall 7                                          | Arenys de Mar | casa                     | Estil: arquitectura popular 16th century                                                 | 41° 34′ 44″ N, 2° 33′ 03″ E / 41.57882°N,2.5509°E ca:Carrer d'Avall, 7                                                                           | bé integrant del patrimoni cultural català | Carrer d'Avall 7                             | Modifica les dades a Wikidata |
|        | Casa Baralt                                               | Arenys de Mar | casa                     | Estil: arquitectura popular 18th century                                                 | 41° 34′ 54″ N, 2° 32′ 54″ E / 41.581655°N,2.548286°E ca:Carrer de l'Església, núm. 39                                                            | bé integrant del patrimoni cultural català | Casa Baralt                                  | Modifica les dades a Wikidata |
|        | Casa a la riera del Pare Fita, 13                         | Arenys de Mar | casa                     | Estil: noucentisme                                                                       | 41° 34′ 56″ N, 2° 32′ 54″ E / 41.58216°N,2.54844°E                                                                                               | bé integrant del patrimoni cultural català | Riera del Pare Fita, 13                      | Modifica les dades a Wikidata |
|        | Casa al rial de sa Clavella, 12                           | Arenys de Mar | casa                     | Estil: arquitectura popular                                                              | 41° 34′ 48″ N, 2° 33′ 00″ E / 41.58009°N,2.54999°E                                                                                               | bé integrant del patrimoni cultural català | Rial de sa Clavella, 12                      | Modifica les dades a Wikidata |
|        | Casa al rial de sa Clavella, 71                           | Arenys de Mar | casa                     | Estil: arquitectura popular                                                              | 41° 34′ 52″ N, 2° 32′ 50″ E / 41.581132°N,2.547158°E ca:Rial de Sa Clavella, 71                                                                  | bé integrant del patrimoni cultural català | Rial de sa Clavella 71                       | Modifica les dades a Wikidata |
|        | Casa de Pol                                               | Arenys de Mar | casa                     | Estil: arquitectura popular 17th century                                                 | 41° 34′ 43″ N, 2° 33′ 00″ E / 41.5786°N,2.54998°E ca:Carrer d'Avall, 25 - Carrer d'en Riera, 1                                                   | bé integrant del patrimoni cultural català | Casa de Pol                                  | Modifica les dades a Wikidata |
|        | Casa del Rial de Sa Clavella, núm. 69                     | Arenys de Mar | casa                     | 19th century                                                                             | 41° 34′ 52″ N, 2° 32′ 50″ E / 41.58108°N,2.54724°E ca:Rial de Sa Clavella, núm. 69                                                               |                                            |                                              | Modifica les dades a Wikidata |
|        | Casa racionalista al carrer d'Andreu Guri, 62             | Arenys de Mar | casa                     | Estil: racionalisme arquitectònic                                                        | 41° 34′ 45″ N, 2° 32′ 55″ E / 41.579149°N,2.548707°E                                                                                             | bé integrant del patrimoni cultural català | Casa racionalista al carrer d'Andreu Guri 62 | Modifica les dades a Wikidata |
|        | Cases Julià                                               | Arenys de Mar | casa                     | Estil: modernisme català arquitectura modernista                                         | 41° 34′ 49″ N, 2° 33′ 03″ E / 41.58037°N,2.55078°E                                                                                               | bé integrant del patrimoni cultural català | Cases Julià (Arenys de Mar)                  | Modifica les dades a Wikidata |
|        | Cases Riera                                               | Arenys de Mar | casa                     | Estil: historicisme arquitectònic                                                        | 41° 34′ 47″ N, 2° 33′ 04″ E / 41.57979°N,2.55116°E                                                                                               | bé integrant del patrimoni cultural català | Cases Riera (Arenys de Mar)                  | Modifica les dades a Wikidata |
|        | carrer d'en Goday                                         | Arenys de Mar | casa                     | Estil: arquitectura popular                                                              | 41° 34′ 47″ N, 2° 33′ 01″ E / 41.579782°N,2.550239°E                                                                                             | bé integrant del patrimoni cultural català | Carrer d'en Goday, 4 (Arenys de Mar )        | Modifica les dades a Wikidata |
|        | casa A. Miquel                                            | Arenys de Mar | casa                     | Estil: arquitectura eclèctica                                                            | 41° 34′ 49″ N, 2° 32′ 58″ E / 41.580182°N,2.549539°E ca:Rial de Sa Clavella, núm. 22                                                             | bé integrant del patrimoni cultural català | Casa A. Miquel                               | Modifica les dades a Wikidata |
|        | casa A. Torrent                                           | Arenys de Mar | casa                     | Estil: arquitectura neoclàssica                                                          | 41° 34′ 49″ N, 2° 32′ 53″ E / 41.580395°N,2.548018°E ca:Carrer d'Antoni Torrent, núm. 2-4; abans Carrer Tussol                                   | bé integrant del patrimoni cultural català | Casa A. Torrent                              | Modifica les dades a Wikidata |
|        | casa Abadal                                               | Arenys de Mar | casa                     | Estil: arquitectura popular 16th century                                                 | 41° 34′ 44″ N, 2° 33′ 03″ E / 41.57877°N,2.55075°E ca:Carrer d'Avall, 9                                                                          | bé integrant del patrimoni cultural català | Casa Abadal                                  | Modifica les dades a Wikidata |
|        | casa Blaudemar                                            | Arenys de Mar | casa                     | Estil: arquitectura popular 1575                                                         | 41° 34′ 52″ N, 2° 32′ 56″ E / 41.58113°N,2.5488°E ca:Carrer de l'Església, 15                                                                    | bé integrant del patrimoni cultural català | Casa Blaudemar                               | Modifica les dades a Wikidata |
|        | casa Buxalleu                                             | Arenys de Mar | casa                     | Estil: arquitectura popular                                                              | 41° 34′ 43″ N, 2° 32′ 55″ E / 41.57866°N,2.54871°E ca:Carrer d'Avall, 43                                                                         | bé integrant del patrimoni cultural català | Casa Buxalleu                                | Modifica les dades a Wikidata |
|        | casa Gallego                                              | Arenys de Mar | casa                     | Estil: modernisme català arquitectura modernista                                         | 41° 35′ 02″ N, 2° 32′ 52″ E / 41.58395°N,2.54766°E                                                                                               | bé integrant del patrimoni cultural català | Casa Gallego (Arenys de Mar)                 | Modifica les dades a Wikidata |
|        | casa Horta Matanzas                                       | Arenys de Mar | casa                     | Estil: arquitectura popular                                                              | 41° 35′ 10″ N, 2° 32′ 49″ E / 41.586213°N,2.546859°E                                                                                             | bé integrant del patrimoni cultural català | Casa Horta Matanzas                          | Modifica les dades a Wikidata |
|        | casa Quintana                                             | Arenys de Mar | casa                     | Estil: arquitectura popular                                                              | 41° 34′ 49″ N, 2° 32′ 55″ E / 41.5804°N,2.5487°E                                                                                                 | bé integrant del patrimoni cultural català | Casa Quintana (Arenys de Mar)                | Modifica les dades a Wikidata |
|        | casa a la plaça de Flos i Calcat, 33                      | Arenys de Mar | casa                     | Estil: arquitectura modernista                                                           | 41° 34′ 43″ N, 2° 32′ 58″ E / 41.578481°N,2.549576°E ca:Casa del carrer d'Avall, núm. 33                                                         | bé integrant del patrimoni cultural català | Plaça de Flos i Calcat, 33                   | Modifica les dades a Wikidata |
|        | casa al carrer d'Andreu Guri, 25                          | Arenys de Mar | casa                     | Estil: arquitectura eclèctica 1864                                                       | 41° 34′ 46″ N, 2° 32′ 59″ E / 41.57938°N,2.54985°E ca:Carrer d'Andreu Guri núm. 25; antic Carrer d'Amunt                                         | bé integrant del patrimoni cultural català | Carrer d'Andreu Guri 25                      | Modifica les dades a Wikidata |
|        | casa al carrer d'Andreu Guri, 40                          | Arenys de Mar | casa                     | Estil: arquitectura eclèctica                                                            | 41° 34′ 46″ N, 2° 32′ 57″ E / 41.579388°N,2.549239°E ca:Carrer d'Andreu Guri, núm. 40, abans Carrer d'Amunt                                      | bé integrant del patrimoni cultural català | Carrer d'Andreu Guri 40                      | Modifica les dades a Wikidata |
|        | casa al carrer d'Andreu Guri, 61                          | Arenys de Mar | casa                     | Estil: Romanticisme                                                                      | 41° 34′ 44″ N, 2° 32′ 54″ E / 41.57893°N,2.54824°E ca:Carrer d'Andreu Guri, núm. 61, abans Carrer d'Amunt                                        | bé integrant del patrimoni cultural català | Carrer d'Andreu Guri 61                      | Modifica les dades a Wikidata |
|        | casa al carrer de la Torre, 14                            | Arenys de Mar | casa                     | Estil: noucentisme                                                                       | 41° 34′ 51″ N, 2° 32′ 54″ E / 41.58082°N,2.54827°E                                                                                               | bé integrant del patrimoni cultural català | Carrer de la Torre 14 (Arenys de Mar)        | Modifica les dades a Wikidata |
|        | casa del Carrer d'Avall, núm. 41                          | Arenys de Mar | casa                     | 19th century                                                                             | 41° 34′ 42″ N, 2° 32′ 57″ E / 41.57843°N,2.54928°E ca:Carrer d'Avall, núm. 41                                                                    |                                            |                                              | Modifica les dades a Wikidata |
|        | casa del carrer Andreu Guri, 13                           | Arenys de Mar | casa                     |                                                                                          | 41° 34′ 46″ N, 2° 33′ 01″ E / 41.57951354980469°N,2.550199031829834°E ca:Carrer Andreu Guri, 13                                                  |                                            |                                              | Modifica les dades a Wikidata |
|        | casa del carrer d'Andreu Guri, núm. 16                    | Arenys de Mar | casa                     |                                                                                          | 41° 34′ 46″ N, 2° 33′ 00″ E / 41.57958°N,2.55004°E ca:Carrer d'Andreu Guri, núm. 16                                                              |                                            |                                              | Modifica les dades a Wikidata |
|        | casa del carrer d'Andreu Guri, núm. 6                     | Arenys de Mar | casa                     |                                                                                          | 41° 34′ 47″ N, 2° 33′ 02″ E / 41.5796°N,2.55049°E ca:Carrer d'Andreu Guri, núm. 6                                                                |                                            |                                              | Modifica les dades a Wikidata |
|        | casa del carrer d'Andreu Guri, núm. 8                     | Arenys de Mar | casa                     |                                                                                          | 41° 34′ 47″ N, 2° 33′ 01″ E / 41.5796°N,2.55034°E ca:Carrer d'Andreu Gurí, núm. 8                                                                |                                            |                                              | Modifica les dades a Wikidata |
|        | casa del carrer d'Avall, núm. 24                          | Arenys de Mar | casa                     |                                                                                          | 41° 34′ 43″ N, 2° 32′ 58″ E / 41.57862°N,2.54941°E ca:Carrer d'Avall, núm. 24                                                                    |                                            |                                              | Modifica les dades a Wikidata |
|        | casa del carrer d'Avall, núm. 26                          | Arenys de Mar | casa                     |                                                                                          | 41° 34′ 43″ N, 2° 32′ 57″ E / 41.57859°N,2.54929°E ca:Carrer d'Avall, núm. 26                                                                    |                                            |                                              | Modifica les dades a Wikidata |
|        | casa del carrer d'Avall, núm. 29                          | Arenys de Mar | casa                     |                                                                                          | 41° 34′ 43″ N, 2° 32′ 59″ E / 41.5785°N,2.54968°E ca:Carrer d'Avall, núm. 29                                                                     |                                            |                                              | Modifica les dades a Wikidata |
|        | casa del carrer de Goday, núm. 4                          | Arenys de Mar | casa edifici residencial | 16th century                                                                             | 41° 34′ 47″ N, 2° 33′ 01″ E / 41.57978°N,2.55022°E 41° 34′ 47″ N, 2° 33′ 01″ E / 41.57976913452149°N,2.550278902053833°E ca:Carrer d'en Goday, 4 |                                            |                                              | Modifica les dades a Wikidata |
|        | casa del carrer de Sant Pere, núm. 45                     | Arenys de Mar | casa                     |                                                                                          | 41° 34′ 49″ N, 2° 32′ 51″ E / 41.58018°N,2.54738°E ca:Carrer de Sant Pere, núm. 45                                                               |                                            |                                              | Modifica les dades a Wikidata |
|        | casa del carrer de la Platja de Cassà, núm. 12            | Arenys de Mar | casa                     |                                                                                          | 41° 34′ 42″ N, 2° 33′ 02″ E / 41.57841°N,2.55057°E ca:Carrer de la Platja de Cassà, núm. 12                                                      |                                            |                                              | Modifica les dades a Wikidata |
|        | cases al carrer d'Andreu Guri, 15-25                      | Arenys de Mar | casa                     | Estil: arquitectura eclèctica                                                            | 41° 34′ 46″ N, 2° 33′ 00″ E / 41.57946°N,2.55001°E ca:Carrer d'Andreu Guri, núm. 15 a 25; abans Carrer d'Amunt                                   | bé integrant del patrimoni cultural català | Carrer d'Andreu Guri 15-25                   | Modifica les dades a Wikidata |
|        | cases del carrer de Sant Rafael, núm.29-31                | Arenys de Mar | casa                     |                                                                                          | 41° 34′ 50″ N, 2° 32′ 49″ E / 41.58064°N,2.54691°E ca:Carrer de Sant Rafael, núm.29-31                                                           |                                            |                                              | Modifica les dades a Wikidata |
|        | cases del carrer de les Mares Escolàpies, números 24 a 30 | Arenys de Mar | casa                     |                                                                                          | 41° 34′ 47″ N, 2° 32′ 55″ E / 41.57962°N,2.54867°E ca:Carrer de les Mares Escolàpies, números 24 a 30                                            |                                            |                                              | Modifica les dades a Wikidata |

## curs d'aigua
| imatge | Nom                | Ubicat a                     | instància de | Detalls                                | coordenades                                                                                               | Protecció | Commons (més fotos) | Dades a WD                    |
| ------ | ------------------ | ---------------------------- | ------------ | -------------------------------------- | --- | --------- | ------------------- | ----------------------------- |
|        | Rial de Sapí       | Arenys de Mar                | curs d'aigua | Desemboca: mar Mediterrània            | 41° 35′ 00″ N, 2° 32′ 20″ E / 41.58323°N,2.53877°E ca:Arenys de Mar                                       |           |                     | Modifica les dades a Wikidata |
|        | Rial del Canyadell | Arenys de Mar                | curs d'aigua | Desemboca: mar Mediterrània            | 41° 34′ 21″ N, 2° 31′ 56″ E / 41.57243°N,2.53224°E ca:Rial del Canyadell                                  |           |                     | Modifica les dades a Wikidata |
|        | riera d'Arenys     | Arenys de Munt Arenys de Mar | curs d'aigua | Desemboca: mar Mediterrània Llarg: 8km | 41° 37′ 23″ N, 2° 29′ 50″ E / 41.622969°N,2.497356°E 41° 34′ 39″ N, 2° 33′ 08″ E / 41.577597°N,2.552283°E |           | Riera d'Arenys      | Modifica les dades a Wikidata |

## edifici
| imatge | Nom                                                                  | Ubicat a      | instància de | Detalls                                                                          | coordenades                                                                                     | Protecció                                  | Commons (més fotos)                  | Dades a WD                    |
| ------ | -------------------------------------------------------------------- | ------------- | ------------ | -------------------------------------------------------------------------------- | ----------------------------------------------------------------------------------------------- | ------------------------------------------ | ------------------------------------ | ----------------------------- |
|        | Antic Hospital d'Arenys de Mar                                       | Arenys de Mar | edifici      | Estil: noucentisme                                                               | 41° 35′ 00″ N, 2° 32′ 49″ E / 41.583346°N,2.546875°E                                            | bé integrant del patrimoni cultural català | Antic Hospital (Arenys de Mar)       | Modifica les dades a Wikidata |
|        | Asil Torrent                                                         | Arenys de Mar | edifici      | Arquitecte: Antoni Rovira i Rabassa Estil: arquitectura eclèctica 1890s          | 41° 35′ 06″ N, 2° 32′ 44″ E / 41.585099°N,2.545567°E ca:Riera Pare Fita, 67                     | bé integrant del patrimoni cultural català | Asil Torrent                         | Modifica les dades a Wikidata |
|        | Balneari Lloveras                                                    | Arenys de Mar | edifici      | Estil: arquitectura eclèctica Estat: enderrocat o destruït                       | 41° 34′ 47″ N, 2° 33′ 14″ E / 41.579743°N,2.553978°E                                            | bé integrant del patrimoni cultural català | Balneari Lloveras                    | Modifica les dades a Wikidata |
|        | Convent de Caputxins                                                 | Arenys de Mar | edifici      | Estil: historicisme arquitectònic                                                | 41° 35′ 01″ N, 2° 32′ 57″ E / 41.5837°N,2.54908°E                                               | bé integrant del patrimoni cultural català | Convent de Caputxins (Arenys de Mar) | Modifica les dades a Wikidata |
|        | Convent de Clarisses                                                 | Arenys de Mar | edifici      | Estil: modernisme català arquitectura modernista                                 | 41° 35′ 03″ N, 2° 32′ 45″ E / 41.584297°N,2.545824°E                                            | bé integrant del patrimoni cultural català | Convent de Clarisses (Arenys de Mar) | Modifica les dades a Wikidata |
|        | Edifici Montcalvari                                                  | Arenys de Mar | edifici      | Estil: arquitectura popular 1906                                                 | 41° 34′ 46″ N, 2° 33′ 28″ E / 41.5795°N,2.5578°E ca:Carretera del Port, núm. 4                  | bé integrant del patrimoni cultural català | Montcalvari building                 | Modifica les dades a Wikidata |
|        | Factoria Calisay                                                     | Arenys de Mar | edifici      | Arquitecte: Cèsar Martinell i Brunet Estil: noucentisme                          | 41° 34′ 58″ N, 2° 32′ 52″ E / 41.582686°N,2.547696°E                                            | bé integrant del patrimoni cultural català | Factoria Calisay                     | Modifica les dades a Wikidata |
|        | Hotel Titus                                                          | Arenys de Mar | edifici      | Estil: modernisme català arquitectura modernista Estat: enderrocat o destruït    | 41° 34′ 19″ N, 2° 31′ 59″ E / 41.572066°N,2.533046°E                                            | bé integrant del patrimoni cultural català |                                      | Modifica les dades a Wikidata |
|        | Mercat d'Arenys de Mar                                               | Arenys de Mar | edifici      | Arquitecte: Ignasi Mas i Morell Estil: arquitectura modernista noucentisme 1920s | 41° 34′ 53″ N, 2° 33′ 00″ E / 41.5813°N,2.55007°E ca:Riera del Bisbe Pol, 86                    | bé integrant del patrimoni cultural català | Mercat d'Arenys de Mar               | Modifica les dades a Wikidata |
|        | Museu Marès de la Punta                                              | Arenys de Mar | edifici      | Estil: arquitectura popular                                                      | 41° 34′ 54″ N, 2° 32′ 53″ E / 41.581773°N,2.548163°E ca:Carrer de l'Església, 43                | bé integrant del patrimoni cultural català | Museu Marès de la Punta              | Modifica les dades a Wikidata |
|        | Obertures de les cases del carrer de Sant Rafael números 17, 23 i 25 | Arenys de Mar | edifici      | 18th century                                                                     | 41° 34′ 50″ N, 2° 32′ 49″ E / 41.58057°N,2.54703°E ca:Carrer de Sant Rafael números 17, 23 i 25 |                                            |                                      | Modifica les dades a Wikidata |
|        | Pavelló Sert                                                         | Arenys de Mar | edifici      | Arquitecte: Josep Lluís Sert i López Estil: racionalisme arquitectònic 1935      | 41° 35′ 00″ N, 2° 32′ 43″ E / 41.583389°N,2.545278°E ca:C. Can Nadal, 25 40 msnm                | bé integrant del patrimoni cultural català | Pavelló Sert                         | Modifica les dades a Wikidata |
|        | Sindicat Agrícola d'Arenys de Mar                                    | Arenys de Mar | edifici      | Arquitecte: Cèsar Martinell i Brunet                                             | 41° 34′ 47″ N, 2° 33′ 08″ E / 41.57971°N,2.55232°E                                              | bé integrant del patrimoni cultural català | Sindicat Agrícola (Arenys de Mar)    | Modifica les dades a Wikidata |
|        | Teatre Principal                                                     | Arenys de Mar | edifici      | 1828                                                                             | 41° 34′ 54″ N, 2° 32′ 54″ E / 41.5818°N,2.54821°E ca:C. Esglèsia, 45-47                         |                                            |                                      | Modifica les dades a Wikidata |
|        | Vila Betània                                                         | Arenys de Mar | edifici      |                                                                                  | 41° 34′ 51″ N, 2° 32′ 48″ E / 41.58078°N,2.54673°E ca:Carrer de Sant Rafael, núm. 33            |                                            |                                      | Modifica les dades a Wikidata |
|        | la Raureta                                                           | Arenys de Mar | edifici      | 19th century                                                                     | 41° 35′ 03″ N, 2° 32′ 27″ E / 41.5842609°N,2.5407869°E ca:Carrer de la Vall de Maig, s/n        |                                            |                                      | Modifica les dades a Wikidata |

## edifici escolar
| imatge | Nom                        | Ubicat a      | instància de            | Detalls                                                                    | coordenades | Protecció                                  | Commons (més fotos)        | Dades a WD                    |
| ------ | -------------------------- | ------------- | ----------------------- | -------------------------------------------------------------------------- | --- | ------------------------------------------ | -------------------------- | ----------------------------- |
|        | Col·legi Cassà             | Arenys de Mar | edifici escolar edifici | Estil: arquitectura eclèctica                                              | 41° 34′ 49″ N, 2° 32′ 51″ E / 41.58015441894531°N,2.547389030456543°E 41° 34′ 48″ N, 2° 32′ 51″ E / 41.58004°N,2.54739°E ca:Carrer de Sant Pere, 43 ca:Carrer de Sant Pere, núm. 43 |                                            |                            | Modifica les dades a Wikidata |
|        | Col·legi La Presentació    | Arenys de Mar | edifici escolar         | Arquitecte: Salvador Puiggròs i Figueras Estil: historicisme arquitectònic | 41° 35′ 08″ N, 2° 32′ 55″ E / 41.585474°N,2.548497°E ca:Carrer Pompeu Fabra, 2 | bé integrant del patrimoni cultural català | Col·legi de la Presentació | Modifica les dades a Wikidata |
|        | Col·legi de les Escolàpies | Arenys de Mar | edifici escolar         |                                                                            | 41° 34′ 45″ N, 2° 32′ 55″ E / 41.57923126220703°N,2.54862904548645°E ca:Carrer Andreu Guri, 54                                                                                      |                                            |                            | Modifica les dades a Wikidata |

## masia
| imatge | Nom                         | Ubicat a                     | instància de | Detalls                                  | coordenades                                                                                      | Protecció                                  | Commons (més fotos)           | Dades a WD                    |
| ------ | --------------------------- | ---------------------------- | ------------ | ---------------------------------------- | ------------------------------------------------------------------------------------------------ | ------------------------------------------ | ----------------------------- | ----------------------------- |
|        | Can Bomba                   | Arenys de Mar                | masia        |                                          | 41° 35′ 16″ N, 2° 32′ 54″ E / 41.5879146990076°N,2.54834978772348°E                              |                                            |                               | Modifica les dades a Wikidata |
|        | Can Botet                   | Arenys de Mar Arenys de Munt | masia        |                                          | 41° 35′ 38″ N, 2° 33′ 06″ E / 41.5938454680912°N,2.55166807801185°E                              |                                            |                               | Modifica les dades a Wikidata |
|        | Can Camillero               | Arenys de Mar                | masia        |                                          | 41° 35′ 01″ N, 2° 33′ 10″ E / 41.5837166142258°N,2.55278187198172°E                              |                                            |                               | Modifica les dades a Wikidata |
|        | Can Forades                 | Arenys de Mar                | masia        |                                          | 41° 35′ 10″ N, 2° 33′ 03″ E / 41.5860333711722°N,2.55095430227039°E                              |                                            |                               | Modifica les dades a Wikidata |
|        | Can Montcars                | Arenys de Mar                | masia        |                                          | 41° 35′ 13″ N, 2° 32′ 57″ E / 41.5868726140461°N,2.54905289913882°E                              |                                            |                               | Modifica les dades a Wikidata |
|        | Can Pica                    | Arenys de Mar                | masia        | 17th century                             | 41° 35′ 22″ N, 2° 32′ 29″ E / 41.5894369363313°N,2.54152439010299°E ca:Rial de Cortsaví, núm. 18 |                                            |                               | Modifica les dades a Wikidata |
|        | Can Ramis                   | Arenys de Mar                | masia        |                                          | 41° 34′ 57″ N, 2° 31′ 47″ E / 41.582631°N,2.5298096°E ca:Rial Llarg, 50                          |                                            |                               | Modifica les dades a Wikidata |
|        | Can Triter                  | Arenys de Mar                | masia        |                                          | 41° 35′ 14″ N, 2° 33′ 00″ E / 41.587326538524°N,2.54996154867929°E                               |                                            |                               | Modifica les dades a Wikidata |
|        | Can València                | Arenys de Mar                | masia        | Estil: arquitectura popular 17th century | 41° 34′ 44″ N, 2° 33′ 04″ E / 41.578888°N,2.551231°E ca:Riera del Bisbe Pol, 3                   | bé integrant del patrimoni cultural català | Can València                  | Modifica les dades a Wikidata |
|        | Can Vilaplana               | Arenys de Mar                | masia        | Estil: gòtic flamíger                    | 41° 35′ 14″ N, 2° 32′ 47″ E / 41.5872°N,2.54633°E ca:Carrer de Pompeu Fabra, 48                  | bé integrant del patrimoni cultural català | Can Vilaplana (Arenys de Mar) | Modifica les dades a Wikidata |
|        | Can Xacó                    | Arenys de Mar                | masia        | 20th century                             | 41° 34′ 54″ N, 2° 32′ 11″ E / 41.5815664°N,2.5362942°E ca:Carrer de Joan Draper, núm. 43         |                                            |                               | Modifica les dades a Wikidata |
|        | Horta de les Flors          | Arenys de Mar                | masia        |                                          | 41° 35′ 33″ N, 2° 34′ 05″ E / 41.5924405137069°N,2.56818763267353°E 58 msnm                      |                                            | Horta de les Flors            | Modifica les dades a Wikidata |
|        | Mas Teixonera de les Doedes | Arenys de Mar                | masia        | Estil: arquitectura gòtica 16th century  | 41° 35′ 07″ N, 2° 32′ 40″ E / 41.585308°N,2.544456°E ca:Parc de Lourdes                          | bé integrant del patrimoni cultural català | Mas Teixonera de les Doedes   | Modifica les dades a Wikidata |
|        | el Paraíso                  | Arenys de Mar                | masia        |                                          | 41° 35′ 01″ N, 2° 33′ 00″ E / 41.5836°N,2.55013°E                                                | bé integrant del patrimoni cultural català | El Paraíso (Arenys de Mar)    | Modifica les dades a Wikidata |

## mausoleu
| imatge | Nom                                   | Ubicat a      | instància de | Detalls                                                                   | coordenades                                                                                          | Protecció                                  | Commons (més fotos)                                   | Dades a WD                    |
| ------ | ------------------------------------- | ------------- | ------------ | ------------------------------------------------------------------------- | --- | ------------------------------------------ | ----------------------------------------------------- | ----------------------------- |
|        | Panteó Massaguer                      | Arenys de Mar | mausoleu     | Estil: noucentisme 1922                                                   | 41° 34′ 42″ N, 2° 32′ 46″ E / 41.578283°N,2.546165°E ca:Cementiri de Sinera (Camí de La Pietat, s/n) | bé integrant del patrimoni cultural català | Panteó Massaguer                                      | Modifica les dades a Wikidata |
|        | Panteó Mundet                         | Arenys de Mar | mausoleu     | Estil: modernisme català 1901                                             | 41° 34′ 41″ N, 2° 32′ 47″ E / 41.578071°N,2.546484°E ca:Cementiri de Sinera (Camí de La Pietat, s/n) | bé integrant del patrimoni cultural català | Panteó Mundet (Arenys de Mar)                         | Modifica les dades a Wikidata |
|        | Panteó Xifré                          | Arenys de Mar | mausoleu     |                                                                           | |                                            |                                                       | Modifica les dades a Wikidata |
|        | Panteó d'Arnau Presas                 | Arenys de Mar | mausoleu     | Creador: Agapit Vallmitjana i Barbany Estil: arquitectura modernista 1907 | 41° 34′ 41″ N, 2° 32′ 45″ E / 41.578152°N,2.545725°E ca:Cementiri. Plaça de Salvador Espriu          |                                            |                                                       | Modifica les dades a Wikidata |
|        | Panteó d'Iu Bosch                     | Arenys de Mar | mausoleu     | Arquitecte: Enric Sagnier i Villavecchia Estil: modernisme català 1917    | 41° 34′ 41″ N, 2° 32′ 47″ E / 41.578019°N,2.546414°E ca:Cementiri de Sinera (Camí de La Pietat, s/n) | bé integrant del patrimoni cultural català | Panteó Iu Bosch                                       | Modifica les dades a Wikidata |
|        | Sepulcre de Josep Arnau i Preses      | Arenys de Mar | mausoleu     | 1907                                                                      | 41° 34′ 42″ N, 2° 32′ 46″ E / 41.578346°N,2.546123°E ca:Cementiri de Sinera (Camí de La Pietat, s/n) | bé integrant del patrimoni cultural català | Panteó Arnau Presas                                   | Modifica les dades a Wikidata |
|        | Sepulcre de la família Majó           | Arenys de Mar | mausoleu     | Creador: Josep Carcassó i Font Estil: neoclassicisme Romanticisme 1885    | 41° 34′ 41″ N, 2° 32′ 46″ E / 41.577994°N,2.546226°E ca:Turó de la Pietat                            | bé integrant del patrimoni cultural català | Sepulcre de la família Majó (Arenys de Mar)           | Modifica les dades a Wikidata |
|        | sepulcre de la família Solà-Vinardell | Arenys de Mar | mausoleu     | Estil: modernisme català 1900s                                            | 41° 34′ 40″ N, 2° 32′ 46″ E / 41.577902°N,2.546222°E ca:Cementiri de Sinera (Camí de La Pietat, s/n) | bé integrant del patrimoni cultural català | Sepulcre de la família Solà-Vinardell (Arenys de Mar) | Modifica les dades a Wikidata |

## monument
| imatge | Nom                                      | Ubicat a      | instància de | Detalls | coordenades | Protecció | Commons (més fotos) | Dades a WD                    |
| ------ | ---------------------------------------- | ------------- | ------------ | ------- | --- | --------- | ------------------- | ----------------------------- |
|        | Monument a Josep Anselm Clavé            | Arenys de Mar | monument     | 1989    | 41° 35′ 06″ N, 2° 32′ 41″ E / 41.584964°N,2.5446801°E ca:Parc de Lourdes                                                                                           |           |                     | Modifica les dades a Wikidata |
|        | Monument a la família del pescador       | Arenys de Mar | monument     | 1981    | 41° 34′ 46″ N, 2° 33′ 18″ E / 41.5793644°N,2.5551219°E 41° 34′ 46″ N, 2° 33′ 19″ E / 41.57935333251953°N,2.5551609992980957°E ca:Placeta a l'entrada del Port      |           |                     | Modifica les dades a Wikidata |
|        | Monument als set ciències o de l'espiral | Arenys de Mar | monument     | 2014    | 41° 34′ 44″ N, 2° 33′ 06″ E / 41.578857421875°N,2.5517709255218506°E 41° 34′ 44″ N, 2° 33′ 06″ E / 41.5788112°N,2.5517906°E ca:Passeig Xifré - Riera del Bisbe Pol |           |                     | Modifica les dades a Wikidata |

## nucli d'entitat singular de població
| imatge | Nom              | Ubicat a      | instància de                         | Detalls | coordenades                                                                 | Protecció | Commons (més fotos) | Dades a WD                    |
| ------ | ---------------- | ------------- | ------------------------------------ | ------- | --------------------------------------------------------------------------- | --------- | ------------------- | ----------------------------- |
|        | Montmar          | Arenys de Mar | nucli d'entitat singular de població | 112 hab | 41° 35′ 00″ N, 2° 33′ 21″ E / 41.5832604301658°N,2.55592816147332°E 76 msnm |           |                     | Modifica les dades a Wikidata |
|        | Portimar         | Arenys de Mar | nucli d'entitat singular de població | 460 hab | 41° 34′ 56″ N, 2° 33′ 35″ E / 41.58233790441°N,2.5598103198405°E 42 msnm    |           |                     | Modifica les dades a Wikidata |
|        | el Canyadell     | Arenys de Mar | nucli d'entitat singular de població | 59 hab  | 41° 34′ 24″ N, 2° 31′ 58″ E / 41.573454°N,2.532659°E 58 msnm                |           |                     | Modifica les dades a Wikidata |
|        | el Cònsul        | Arenys de Mar | nucli d'entitat singular de població | 130 hab | 41° 34′ 33″ N, 2° 31′ 36″ E / 41.575813°N,2.526534°E 75 msnm                |           |                     | Modifica les dades a Wikidata |
|        | el Maltemps      | Arenys de Mar | nucli d'entitat singular de població | 168 hab | 41° 34′ 55″ N, 2° 33′ 18″ E / 41.5820771206218°N,2.55506052374932°E 50 msnm |           |                     | Modifica les dades a Wikidata |
|        | el Portinyol     | Arenys de Mar | nucli d'entitat singular de població | 170 hab | 41° 35′ 00″ N, 2° 33′ 59″ E / 41.5832553673895°N,2.56640133690707°E 43 msnm |           |                     | Modifica les dades a Wikidata |
|        | l'Estrella       | Arenys de Mar | nucli d'entitat singular de població | 178 hab | 41° 35′ 03″ N, 2° 34′ 14″ E / 41.58418012973°N,2.5705949105772°E 6 msnm     |           |                     | Modifica les dades a Wikidata |
|        | l'Hort del Bisbe | Arenys de Mar | nucli d'entitat singular de població | 304 hab | 41° 34′ 52″ N, 2° 32′ 36″ E / 41.5810317197734°N,2.54343127826176°E 40 msnm |           |                     | Modifica les dades a Wikidata |
|        | la Victòria      | Arenys de Mar | nucli d'entitat singular de població | 89 hab  | 41° 34′ 36″ N, 2° 32′ 03″ E / 41.57662211°N,2.53403191°E 48 msnm            |           |                     | Modifica les dades a Wikidata |
|        | les Carolines    | Arenys de Mar | nucli d'entitat singular de població | 113 hab | 41° 35′ 13″ N, 2° 34′ 06″ E / 41.5870184456511°N,2.56827175269956°E 45 msnm |           |                     | Modifica les dades a Wikidata |
|        | les Roses        | Arenys de Mar | nucli d'entitat singular de població | 124 hab | 41° 35′ 13″ N, 2° 33′ 13″ E / 41.58707574°N,2.55364458°E 73 msnm            |           |                     | Modifica les dades a Wikidata |
|        | les Vil.les      | Arenys de Mar | nucli d'entitat singular de població | 94 hab  | 41° 34′ 25″ N, 2° 32′ 18″ E / 41.57366667°N,2.53825122°E 45 msnm            |           |                     | Modifica les dades a Wikidata |

## platja
| imatge | Nom                            | Ubicat a      | instància de | Detalls                | coordenades                                                            | Protecció | Commons (més fotos)            | Dades a WD                    |
| ------ | ------------------------------ | ------------- | ------------ | ---------------------- | ---------------------------------------------------------------------- | --------- | ------------------------------ | ----------------------------- |
|        | Platges d'Arenys de Mar        | Arenys de Mar | platja       |                        | 41° 34′ 40″ N, 2° 33′ 10″ E / 41.57785762318576°N,2.5527276915472523°E |           | Beaches of Arenys de Mar       | Modifica les dades a Wikidata |
|        | platja de la Musclera          | Arenys de Mar | platja       |                        | 41° 34′ 19″ N, 2° 32′ 10″ E / 41.572031°N,2.536147°E                   |           | Platja de la Musclera          | Modifica les dades a Wikidata |
|        | platja de la Picòrdia          | Arenys de Mar | platja       |                        | 41° 34′ 40″ N, 2° 33′ 12″ E / 41.57789°N,2.55333°E                     |           | Platja de la Picòrdia          | Modifica les dades a Wikidata |
|        | platja de les Roques d'en Lluc | Arenys de Mar | platja       |                        | 41° 34′ 32″ N, 2° 32′ 45″ E / 41.575587°N,2.545801°E                   |           | Platja de les Roques d'en Lluc | Modifica les dades a Wikidata |
|        | platja del Cavaió              | Arenys de Mar | platja       | Llarg: 650m Ample: 45m | 41° 34′ 49″ N, 2° 33′ 56″ E / 41.5802°N,2.56548°E                      |           | Platja del Cavaió              | Modifica les dades a Wikidata |

## polígon industrial
| imatge | Nom                                  | Ubicat a      | instància de       | Detalls | coordenades                                                         | Protecció | Commons (més fotos) | Dades a WD                    |
| ------ | ------------------------------------ | ------------- | ------------------ | ------- | ------------------------------------------------------------------- | --------- | ------------------- | ----------------------------- |
|        | Polígon industrial Valldegata-Draper | Arenys de Mar | polígon industrial |         | 41° 34′ 42″ N, 2° 32′ 26″ E / 41.5784620116933°N,2.54051039816861°E |           |                     | Modifica les dades a Wikidata |
|        | Polígon industrial Valldegata-Ponent | Arenys de Mar | polígon industrial |         | 41° 34′ 42″ N, 2° 32′ 17″ E / 41.5784074120532°N,2.53812361636648°E |           |                     | Modifica les dades a Wikidata |

## rellotge de sol
| imatge | Nom                                       | Ubicat a      | instància de    | Detalls      | coordenades                                                                                                 | Protecció | Commons (més fotos) | Dades a WD                    |
| ------ | ----------------------------------------- | ------------- | --------------- | ------------ | --- | --------- | ------------------- | ----------------------------- |
|        | Rellotge de sol carrer de la Platja Cassà | Arenys de Mar | rellotge de sol | 2007         | 41° 34′ 43″ N, 2° 33′ 03″ E / 41.57851°N,2.55092°E ca:Carrer Platja de J.B. Cassà, núm. 4                   |           |                     | Modifica les dades a Wikidata |
|        | Rellotge de sol de Can Jaume              | Arenys de Mar | rellotge de sol | 19th century | 41° 34′ 38″ N, 2° 32′ 04″ E / 41.57728°N,2.53446°E ca:Carrer de la Victòria, núm. 13 – Carrer de Sant Jaume |           |                     | Modifica les dades a Wikidata |
|        | Rellotge de sol de Can Xacó               | Arenys de Mar | rellotge de sol |              | 41° 34′ 54″ N, 2° 32′ 11″ E / 41.58154°N,2.53633°E ca:Carrer de Ponent, núm. 43                             |           |                     | Modifica les dades a Wikidata |
|        | Rellotge de sol de matí de Can Mils       | Arenys de Mar | rellotge de sol | 20th century | 41° 34′ 32″ N, 2° 32′ 25″ E / 41.57563°N,2.54017°E ca:Carrer de Joan Draper i Fossas, núm. 1                |           |                     | Modifica les dades a Wikidata |
|        | Rellotge de sol de tarda de Can Mils      | Arenys de Mar | rellotge de sol | 20th century | 41° 34′ 33″ N, 2° 32′ 25″ E / 41.57581°N,2.54018°E ca:Carrer de Joan Draper i Fossas, núm. 1                |           |                     | Modifica les dades a Wikidata |

## torre de defensa
| imatge | Nom                    | Ubicat a      | instància de     | Detalls                                  | coordenades                                                                         | Protecció                                            | Commons (més fotos)                    | Dades a WD                    |
| ------ | ---------------------- | ------------- | ---------------- | ---------------------------------------- | ----------------------------------------------------------------------------------- | ---------------------------------------------------- | -------------------------------------- | ----------------------------- |
|        | Torre dels Encantats   | Arenys de Mar | torre de defensa | Estil: arquitectura popular              | 41° 34′ 17″ N, 2° 31′ 50″ E / 41.5714°N,2.53056°E ca:Turó del Puig Castellar        | bé d'interès cultural bé cultural d'interès nacional | Torre dels Encantats                   | Modifica les dades a Wikidata |
|        | torre d'en Llobet      | Arenys de Mar | torre de defensa | Estil: arquitectura popular 1560         | 41° 34′ 43″ N, 2° 32′ 57″ E / 41.578491°N,2.549083°E ca:Carrer d'Avall              | bé d'interès cultural bé cultural d'interès nacional | Torre del carrer d'Avall               | Modifica les dades a Wikidata |
|        | torre de Can Cabirol   | Arenys de Mar | torre de defensa | Estil: arquitectura popular 16th century | 41° 34′ 44″ N, 2° 33′ 01″ E / 41.578856°N,2.550346°E ca:Carrer d'Avall, núm. 10     | bé cultural d'interès nacional                       | Torre de Can Cabirol (Arenys de Mar)   | Modifica les dades a Wikidata |
|        | torre del carrer Ample | Arenys de Mar | torre de defensa | Estil: arquitectura popular 16th century | 41° 34′ 47″ N, 2° 33′ 09″ E / 41.579722222222°N,2.5525°E ca:Carrer Anselm Clavé, 23 | bé cultural d'interès nacional                       | Torre del carrer Ample (Arenys de Mar) | Modifica les dades a Wikidata |

## Misc
| imatge | Nom                                       | Ubicat a      | instància de                                                                   | Detalls | coordenades | Protecció                                            | Commons (més fotos)                          | Dades a WD                    |
| ------ | ----------------------------------------- | ------------- | ------------------------------------------------------------------------------ | --- | --- | ---------------------------------------------------- | -------------------------------------------- | ----------------------------- |
|        | Antiga impremta Tatjé                     | Arenys de Mar | conjunt d'edificis                                                             | 19th century | 41° 34′ 42″ N, 2° 32′ 58″ E / 41.57847°N,2.54947°E ca:Carrer d'Avall, núms. 37-39 |                                                      |                                              | Modifica les dades a Wikidata |
|        | Arenys de Mar                             | Arenys de Mar | entitat singular de població capital municipal ens local històric de Catalunya | 16513 hab | 41° 34′ 50″ N, 2° 32′ 58″ E / 41.58055665°N,2.54953867°E 13 msnm |                                                      |                                              | Modifica les dades a Wikidata |
|        | Arxiu Històric Fidel Fita d'Arenys de Mar | Arenys de Mar | arxiu edifici                                                                  | Estil: arquitectura popular 1934-05-05 | 41° 34′ 46″ N, 2° 33′ 05″ E / 41.5795°N,2.55142°E ca:Riera del Bisbe Pol, núm. 8-10 | bé integrant del patrimoni cultural català           | Arxiu Fidel Fita                             | Modifica les dades a Wikidata |
|        | Casa Consistorial d'Arenys de Mar         | Arenys de Mar | casa consistorial                                                              | Estil: arquitectura popular 17th century | 41° 34′ 46″ N, 2° 33′ 06″ E / 41.579448°N,2.551671°E ca:Riera del Bisbe Pol, núm. 8 | bé integrant del patrimoni cultural català           | Casa Consistorial d'Arenys de Mar            | Modifica les dades a Wikidata |
|        | Casa del Rial de Sa Clavella, núm. 40-42  | Arenys de Mar | edifici residencial casa                                                       | Estil: modernisme català | 41° 34′ 49″ N, 2° 32′ 56″ E / 41.580318450927734°N,2.548887014389038°E 41° 34′ 49″ N, 2° 32′ 56″ E / 41.58038°N,2.54888°E ca:Rial de sa Clavella, 40 ca:ial de Sa Clavella, núm. 40-42 |                                                      |                                              | Modifica les dades a Wikidata |
|        | Clau de volta de la capella de sant Elm   | Arenys de Mar | element arquitectònic                                                          | 16th century | 41° 34′ 54″ N, 2° 32′ 50″ E / 41.5815624°N,2.5472738°E ca:Carrer de La Torre, núm. 50                                                                                                  |                                                      |                                              | Modifica les dades a Wikidata |
|        | Cova-santuari de Lourdes                  | Arenys de Mar | edifici religiós                                                               | Dedicat a: Nostra Senyora de Lorda | 41° 35′ 06″ N, 2° 32′ 37″ E / 41.58505630493164°N,2.5437281131744385°E ca:Parc de Lourdes                                                                                              |                                                      |                                              | Modifica les dades a Wikidata |
|        | Edifici Xifré                             | Arenys de Mar | antic hospital                                                                 | Arquitecte: Josep Boixareu i Gallart Francesc Vila i Espliego Creador: Damià Campeny i Estrany Josep Xifré i Casas Estil: neoclassicisme 1844 | 41° 35′ 00″ N, 2° 32′ 46″ E / 41.58336111111111°N,2.546222222222222°E ca:Riera del Pare Fita, 61                                                                                       | bé cultural d'interès local                          | Hospital Xifré                               | Modifica les dades a Wikidata |
|        | Estació d'Arenys de Mar                   | Arenys de Mar | estació de ferrocarril                                                         | | 41° 34′ 40″ N, 2° 32′ 58″ E / 41.57763888888889°N,2.549361111111111°E |                                                      | Arenys de Mar train station                  | Modifica les dades a Wikidata |
|        | Guri                                      | Arenys de Mar | vèrtex geodèsic                                                                | Alt: 1.08m | 41° 35′ 06″ N, 2° 33′ 34″ E / 41.584965°N,2.559539°E 77.799 msnm |                                                      |                                              | Modifica les dades a Wikidata |
|        | Hortes del rial Llarg                     | Arenys de Mar | hort                                                                           | | 41° 34′ 43″ N, 2° 31′ 53″ E / 41.5787209°N,2.5314158°E ca:Rial Llarg |                                                      |                                              | Modifica les dades a Wikidata |
|        | La Tronqueda                              | Arenys de Mar | indret                                                                         | | 41° 35′ 24″ N, 2° 33′ 17″ E / 41.5901°N,2.55464°E 90 msnm |                                                      |                                              | Modifica les dades a Wikidata |
|        | Parc de Lourdes                           | Arenys de Mar | jardí públic                                                                   | Anomenat per: Cova-santuari de Lourdes | 41° 35′ 07″ N, 2° 32′ 38″ E / 41.5851396°N,2.5437534°E ca:Barri Sobirans, s/n |                                                      |                                              | Modifica les dades a Wikidata |
|        | Turó del Mal Temps                        | Arenys de Mar | muntanya                                                                       | | 41° 34′ 53″ N, 2° 33′ 21″ E / 41.58149722°N,2.55578333°E 61.6 msnm |                                                      |                                              | Modifica les dades a Wikidata |
|        | arbrat i voreres                          | Arenys de Mar | conjunt urbà                                                                   | | 41° 34′ 47″ N, 2° 33′ 04″ E / 41.579604°N,2.551092°E | bé integrant del patrimoni cultural català           | Trees and sidewalks in riera d'Arenys de Mar | Modifica les dades a Wikidata |
|        | cementiri d'Arenys de Mar                 | Arenys de Mar | cementiri                                                                      | Estil: modernisme català historicisme arquitectònic 19th century                                                                              | 41° 34′ 39″ N, 2° 32′ 44″ E / 41.5775°N,2.54556°E ca:Turó de la Pietat 52 msnm | bé d'interès cultural bé cultural d'interès nacional | Arenys de Mar Cemetery                       | Modifica les dades a Wikidata |
|        | església de Santa Maria d'Arenys          | Arenys de Mar | església                                                                       | Arquitecte: Joan de Tours Estil: Renaixement 1580s                                                                                            | 41° 34′ 50″ N, 2° 32′ 57″ E / 41.58055556°N,2.54916667°E ca:Plaça de l'Església, s/n                                                                                                   | bé d'interès cultural bé cultural d'interès nacional | Església de Santa Maria d'Arenys de Mar      | Modifica les dades a Wikidata |
|        | mar Mediterrània                          |               | mar interior mar mediterrani conca hidrogràfica                                | Superfície: 2500000km² Profunditat: 5267 1541m Volum: 3839000km³                                                                              | 38° N, 17° E / 38°N,17°E 0 msnm |                                                      | Mediterranean Sea                            | Modifica les dades a Wikidata |
|        | olivera de la placeta del Tossol          | Arenys de Mar | arbre singular                                                                 | | 41° 34′ 49″ N, 2° 32′ 54″ E / 41.5803721°N,2.548224°E ca:Placeta del Tossol |                                                      |                                              | Modifica les dades a Wikidata |
|        | poblat ibèric de la Torre dels Encantats  | Arenys de Mar | poblat ibèric                                                                  | | 41° 34′ 20″ N, 2° 31′ 50″ E / 41.57219167°N,2.53069167°E ca:al cim del turó del Castellar en una zona de bosc i matolls al vessant nord, i una zona enjardinada al vessant sud.        | bé cultural d'interès local                          |                                              | Modifica les dades a Wikidata |
|        | port d'Arenys                             | Arenys de Mar | port                                                                           | Estil: arquitectura popular | 41° 34′ 46″ N, 2° 33′ 32″ E / 41.5795°N,2.55877°E | bé integrant del patrimoni cultural català           | Port d'Arenys                                | Modifica les dades a Wikidata |
|        | punta de la Pietat                        | Arenys de Mar | cap                                                                            | | 41° 34′ 34″ N, 2° 32′ 51″ E / 41.576025°N,2.547398°E |                                                      |                                              | Modifica les dades a Wikidata |
|        | rectoria d'Arenys de Mar                  | Arenys de Mar | rectoria                                                                       | Estil: arquitectura neoclàssica 19th century                                                                                                  | 41° 34′ 52″ N, 2° 32′ 57″ E / 41.5811°N,2.54905°E ca:Carrer de l'Església, núm. 24 | bé integrant del patrimoni cultural català           | Rectoria d'Arenys de Mar                     | Modifica les dades a Wikidata |
|        | túnel del ferrocarril                     | Arenys de Mar | túnel                                                                          | Estil: arquitectura popular Hi passa: línia Barcelona - Mataró - Maçanet Massanes                                                             | 41° 34′ 50″ N, 2° 33′ 49″ E / 41.580625°N,2.563618°E | bé integrant del patrimoni cultural català           | Túnel del ferrocarril (Arenys de Mar)        | Modifica les dades a Wikidata |
|        | xemeneia d'Arenys de Mar                  | Arenys de Mar | xemeneia de fàbrica                                                            | Estil: arquitectura popular 19th century | 41° 34′ 32″ N, 2° 32′ 33″ E / 41.575447°N,2.542385°E ca:Camí Ral del Camp de sa mar, núm. 4                                                                                            | bé integrant del patrimoni cultural català           | Xemeneia (Arenys de Mar)                     | Modifica les dades a Wikidata |
|        | Àncora del Port                           | Arenys de Mar | mobiliari urbà                                                                 | | 41° 34′ 44″ N, 2° 33′ 11″ E / 41.578835°N,2.553183°E ca:Carretera del Port, s/n |                                                      |                                              | Modifica les dades a Wikidata |